# Val de Aibar
El valle de Aibar o val de Aibar (en euskera Oibarko ibarra) es una comarca geográfica, e histórica, de Navarra dentro de la Merindad de Sangüesa y el partido judicial de Aoiz, en la zona de la Navarra Media Oriental, cerca de la comarca de Sangüesa, compuesto por los municipios de Aibar, Eslava, Ezprogui, Leache, Lerga y Sada. Actualmente no funciona como entidad administrativa aunque su funcionamiento ha dejado una importante huella histórica e, incluso geográficamente, sigue en uso el término.

## Geografía
Los límites administrativos del valle vienen marcados por varios municipios colindantes: así por el norte, los municipios de Ibargoiti, Urraúl Bajo y Lumbier; por el este, la ciudad de Sangüesa; por el sur, Ujué y San Martín de Unx; y por el oeste, el distrito de Leoz (Valdorba). 
Los límites orográficos los establece por la sierra de Izco que rodea la comarca, estando por el norte las cimas más destacadas son los Altos de Sabaiza (1012-1019 m) y el Alto de Anchurda (1023 m); por el sur desde Chucho Alto (932 m) a Gallipienzo (La Sarría, 799 m); por el oeste, la divisoria de aguas del río Aragón y el río Cidacos unida al resto de formaciones montañosas donde destacan los montes de Julio (988 m) y Lerga (938 m); y, finalmente, por el este se abre hacia el Aragón, al que tributan algunos barrancos que la atraviesan como el Vizcaya.

## Historia
Es un valle histórico que en el siglo XIII, en el Libro de Fuegos, comprendía las localidades de Cáseda, Eslava, Gardaláin, Izco, Loya, Olaz, Sabaiza, Sangüesa (la Vieja) y Usumbelz. En 1366 incluía Gallipienzo, Sada, Lerga, Aldea, Abaiz, Leache, Moriones, Guetadar, Peña, Javier e incluso Yesa y Petilla (de Aragón).
Estuvo organizado en un almiradío durante el siglo XVII y así consta que el rey Felipe IV nombra almirante del lugar a Agustín Pérez el 1 de mayo de 1635. Al fallecer este, le sucede Juan de Gracia a perpetuidad.
En 1846, con la segregación de la villa de Aibar, desaparece como unidad administrativa constituyéndose en ayuntamiento cada uno de los actuales municipios integrantes.